# 6. maj
6. maj je 126. dan leta (127. v prestopnih letih) v gregorijanskem koledarju. Ostaja še 239 dni.

## Dogodki
- 1840 – prvi dan veljavnosti »črnega penija«, prve poštne znamke na svetu
- 1919:
  - mirovna konferenca v Versaillesu odzvame Nemčiji njene kolonije
  - začne se tretja anglo-afganistanska vojna
- 1936 – italijanske enote vkorakajo v Adis Abebo
- 1937 – v Lakehurstu (New Jersey) eksplodira nemški cepelin Hindenburg
- 1943 – začetek zadnje zavezniške ofenzive v Severni Afriki
- 1944 – Nemci odkrijejo partizansko bolnišnico Triglav, pobijejo 43 ranjencev, 16 se uspe rešiti
- 1945:
  - protifrancoska vstaja v Damasku
  - Admiral Karl Dönitz ukaže nemškim podmornicam vrnitev v baze
- 1968 – pariški študentje med demonstracijami za 5 tednov zavzamejo Sorbono
- 1974 – Willy Brandt odstopi s kanclerskega položaja, ko odkrijejo, da je njegov sodelavec Günther Guillaume vzhodnonemški vohun
- 1976 – Furlanijo in Posočje prizadene hud potres
- 1994 – odprt je predor pod Rokavskim prelivom
- 2023 – kronanje novega britanskega kralja Karla III.

## Rojstva
- 973 – Henrik II., rimsko-nemški cesar († 1024)
- 1405 – Skenderbeg, albanski državnik († 1468)
- 1501 – Marcel II., papež italijanskega rodu († 1555)
- 1574 – Inocenc X., papež italijanskega rodu († 1655)
- 1584 – Diego de Saavedra Fajardo, španski diplomat († 1648)
- 1740 – Gabriel Gruber, avstrijski jezuit, hidrotehnik, arhitekt († 1805)
- 1758 – Maximilien de Robespierre (Maximilien François Marie Isidore Robespierre), francoski revolucionar († 1794)
- 1768 – Andrej Šuster Drabosnjak, slovenski (koroški) pesnik, pisatelj († 1825)
- 1781 – Karl Christian Friedrich Krause, nemški filozof († 1832)
- 1847 – Àngel Guimerà, katalonski pesnik, dramatik, govornik († 1924)
- 1856:
  - Sigmund Freud, avstrijski nevropsihiater judovskega rodu († 1939)
  - Robert Edwin Peary, ameriški polarni raziskovalec († 1920)
- 1861 – Rabindranath Tagore, indijski pesnik, nobelovec 1913 († 1941)
- 1871 – Victor Grignard, francoski kemik, nobelovec 1912 († 1935)
- 1872 – Willem de Sitter, nizozemski astronom, kozmolog († 1934)
- 1879 – Bedřich Hrozný, češki arheolog, jezikoslovec († 1952)
- 1895:
  - Srečko Puncer, slovenski borec za severno mejo († 1919)
  - Rudolph Valentino, italijansko-ameriški filmski igralec († 1926)
- 1904 – Moshé Pinhas Feldenkrais, judovski psiholog († 1984)
- 1915:
  - Orson Welles, ameriški filmski igralec, filmski režiser († 1985)
  - Theodore Harold White, ameriški pisatelj († 1986)
- 1916 – Robert Henry Dicke, ameriški fizik, astrofizik, kozmolog († 1997)
- 1921 – Erich Fried, avstrijski pesnik, prevajalec in esejist († 1988)
- 1927 – Ninian Smart, škotski religiolog in filozof († 2001)
- 1929 – Paul Christian Lauterbur, ameriški kemik, nobelovec 2003 († 2007)
- 1944 – Andreas Baader, nemški terorist († 1977)
- 1947 – Martha Nussbaum, ameriška filozofinja
- 1953:
  - Tony Blair, britanski predsednik vlade
  - Aleksander Akimov, sovjetski inženir († 1986)
- 1961 – George Clooney, ameriški filmski igralec
- 1974 – Tjaša Železnik, slovenska filmska in gledališka igralka
- 1986 – Goran Dragič, slovenski košarkar
- 1989 – David de la Cruz, španski cestni kolesar

## Smrti
- 1052 – Bonifacij III., toskanski mejni grof (* 985)
- 1024 – Belek Gazi, seldžuški beg (* ni znano)
- 1187 – Ruben III., knez Armenske Kiklije (* 1145)
- 1190 – Friderik iz Hausna, nemški pesnik, minnesinger
- 1210 – Konrad II., lužiški mejni grof (* 1159)
- 1218 – Tereza Portugalska, flandrijska grofica (* 1157)
- 1236 – Rogerij iz Wendoverja, angleški kronist
- 1246 – Godfrej II. iz Villehardouina, francoski vitez, knez Ahaje (* 1195)
- 1540 – Juan Luis Vives, španski renesančni humanist, filozof in pedagog (* 1492)
- 1638 – Cornelius Otto Jansen, belgijski (flamski) verski reformator (* 1585)
- 1856 – William Hamilton, škotski filozof (* 1788)
- 1859 – Alexander von Humboldt, nemški naravoslovec, raziskovalec, geograf (* 1769)
- 1862 – Henry David Thoreau, ameriški pisatelj, filozof (* 1817)
- 1910 – Edvard VII. Britanski, britanski kralj (* 1841)
- 1919:
  - Lyman Frank Baum, ameriški pisatelj (* 1856)
  - Franjo Malgaj, slovenski častnik, pesnik in borec za severno mejo (* 1894)
- 1941 – Kuki Šuzo, japonski sodobni filozof (* 1888)
- 1949 – Maurice Maeterlinck, belgijski pesnik, dramatik, nobelovec 1911 (* 1862)
- 1952 – Maria Montessori, italijanska fizioterapevtka, pedagoginja (* 1870)
- 1960 – Paul Abraham, madžarski skladatelj (* 1892)
- 1962 – Edison Pettit, ameriški astronom (* 1889)
- 1963 – Theodore von Kármán, ameriški letalski inženir, matematik, fizik (* 1881)
- 1992 – Marlene Dietrich, nemško-ameriška filmska igralka, pevka (* 1901)
- 2000 – Lojze Spacal, slovenski slikar (* 1907)
- 2007 – Đorđe Novković, hrvaški skladatelj zabavne glasbe (* 1943)
- 2022 – Jože Balažic, slovenski glasbenik, Avsenikov trobentar (* 1944)